# Megumi Nakajima
Megumi Nakajima (中島 愛 Nakajima Megumi?, Prefectura de Ibaraki, 5 de junio de 1989) es una seiyū y cantante japonesa representada por la agencia de talento Stardust Promotion. Ella es conocida por interpretar a Megumi Aino/Cure Lovely de HappinessCharge PreCure!. Es hija de padre japonés y madre filipina, ella se crio en una casa donde sólo se dedicaban a la música y creció con ese deseo de cantar. En 2003 participó en un programa de concurso llamado "Self Stardust Promotion" donde tras pasar, pasó a formar parte de la agencia. En 2007 ella cantó un tema musical para el programa "Víctor Vocal & Voice Audition"  y consiguió el papel de Ranka Lee en Macross Frontier.

## Filmografía

### Anime[5]
- (2007–2008) Macross Frontier como Ranka Lee.
- (2009) Akikan! como Miku.
- (2009) Basquash! como Citron.
- (2009) Pokémon Diamante y Perla: Batallas Galácticas como Kotone (Lira).
- (2009) Kampfer como Sakura Kaede.
- (2009) Kobato como Chiho Mihara y Chise Mihara.
- (2010) Fairy Tail como Lyra.
- (2011) Kampfer fur die Liebe como Sakura Kaede.
- (2011) Moshidora como Mari Tamagawa.
- (2011) Ikoku Meiro no Croisée The Animation como Anne.
- (2011) Last Exile-Fam, The Silver Wing- como Cecily.
- (2011) Sacred Seven como Ruri Aiba.
- (2011) No. 6 como Karan.
- (2011-2012) Phi Brain: Kami no Puzzle como Elena Himekawa.
- (2011-2012) Rinne no Lagrange: Flower Declaration of Your Heart como Grania
- (2012) Aquarion evol como Sazanka Bianca.
- (2012) Saki: Achiga-hen - Episode of Side-A como Arai Sophia
- (2012) Pokémon como Meloetta (incluyendo sus líneas de canto normal y cantoarcaico)
- (2012) Busou Shinki como Lene
- (2013) Mondaiji-tachi ga Isekai Kara Kuru Sō Desu yo? como Kasukabe You
- (2014) Happiness Charge PreCure! como Megumi Aino/Cure Lovely
- (2017) Fūka como Tama y Yūki Kirishima (ep 9)

### OVA
- (2009) Akikan! como Miku.
- (2010) Tamayura como Hoshi Manami.
- (2011) Tamayura - hitotose - como Hoshi Manami.
- (2012) Kimi no Iru Machi (A Town Where You Live) como Eba Yuzuki.

### ONA
- (2019) Saint Seiya: Saintia Sho como Mii de Delphinus.

### Películas
- (2009) Gekijouban Macross Frontier ~Itsuwari no Utahime~ como Ranka Lee.
- (2011) Gekijouban Macross Frontier ~Sayonara no Tsubasa~ como Ranka Lee.
- (2012) Macross FB7: Ginga Rukon - Ore no Uta wo Kike! como Ranka Lee.
- (2021) Palabras que burbujean como un refresco como Julie

### Videojuegos
- (2009) Hayate no Gotoku!! Nightmare Paradise como Watarase Mikage.
- (2009) Kuroshitsuji Phantom & Ghost como Stellar Rhodes.
- (2009) Macross Ultimate Frontier como Ranka Lee.
- (2010) Another Century's Episode: como Ranka Lee.
- (2010) Busou Shinki BATTLE MASTERS: como Altlene.
- (2010) Busou Shinki BATTLE RONDO: como Altlene.
- (2010) Portable MAPLUS 3 como Ranka Lee.
- (2010) Yue The Lovely Idol! como Okusu Rosa.
- (2011) Macross Triangle Frontier como Ranka Lee.
- (2011) Macross Last Frontier como Ranka Lee.
- (2011) 2nd Super Robot Wars Z: Hakai-hen como Ranka Lee.
- (2012) NeverDead como Nikki Summerfield.
- (2013) Macross 30: Ginga o Tsunagu Utagoe como Ranka Lee.
- (2022) Alchemy Stars como Goldie.
- (2025) Genshin Impact como Inefaa.

### Doblaje
- (2022) Catch! Teenieping como Maya[6]

### Otros
- (2009) Vocaloid como Megpoid Gumi
- (2011) VOMIC Shueisha cómic como Mecanismo de primavera ULTIMO.

## Discografía

### Álbumes
- [2010.06.09] I love you
- [2010.11.24] Cosmic Cuune
- [2012.03.07] Be With You

### Sencillos

#### Solos
- [2008.06.25] Seikan Hikou (Ranka Lee = Megumi Nakajima)
- [2009.01.28] Tenshi ni Naritai
- [2009.03.11] Nostalgia
- [2009.12.09] Jellyfish no Kokuhaku
- [2009.12.16] CM Ranka (Ranka Lee = Megumi Nakajima)
- [2010.11.24] Melody
- [2011.01.26] Houkago Overflow (Ranka Lee = Megumi Nakajima)
- [2011.05.25] If (Mari Tamagawa = Megumi Nakajima)
- [2011.10.26] Kamisama no Itazura
- [2012.02.01] TRY UNITE!/Hello!
- [2012.08.01] Marble/Wasurenai yo.
- [2012.11.21] Peace & Luck
- [2013.01.23] Sonna Koto Ura No Mata Urabanashi Desho?- Kotoura-San

#### Duetos, Grupos y Otros
- [2008.08.20] Lion (Sheryl Nome starring May'n & Ranka Lee = Megumi Nakajima)
- [2008.12.24] Ranka to Bobby no SMS Shōtai no Uta Nado. (Ranka Lee = Megumi Nakajima & Kenta Miyake = Bobby Margot)
- [2009.05.29] nO limiT (Citron = Megumi Nakajima, Rouge = Haruka Tomatsu y Violette = Saori Hayami)
- [2009.06.17] Running on (Citron = Megumi Nakajima, Rouge = Haruka Tomatsu y Violette = Saori Hayami)
- [2009.08.19] Futari no Yakusoku (Citron = Megumi Nakajima, Rouge = Haruka Tomatsu y Violette = Saori Hayami)
- [2009.11.11] One Way Ryō Omoi (Megumi Nakajima = Sakura Kaede & Marina Inoue = Seno Natsuru)
- [2012.09.26] Transfer
- [2012.10.17] Install x Dream (Nakajima Megumi = Lene, Asumi Kana = Ann, Chihara Minori = Hina y Mizuhashi Kaori = Ines)
- [2012.10.24] Nyan Nyan FIRE! - Totsugeki Planet Explosion/Virgin Story (Sheryl Nome starring May'n, Ranka Lee = Megumi Nakajima & Fire Bomber)

### Compilaciones / Bandas Sonoras
- [2008.06.04] Macross Frontier O.S.T.1 Nyan FRO.
- [2008.10.08] Macross Frontier O.S.T.2 Nyan TRA☆
- [2008.12.03] Macross Frontier VOCAL COLLECTION Nyan Tama♀
- [2009.09.16] BSQS! O.S.T!
- [2009.09.16] Idol Attack!
- [2009.10.14] Iki wo Shiteru Kanjiteiru
- [2010.01.13] Kämpfer Original Soundtrack
- [2010.01.27] Kämpfer Character Song Album
- [2010.02.03] Kobato O.S.T. Haru no Utakata
- [2010.03.24] Kobato O.S.T. 2 Sakura Sakukoro
- [2010.11.25] BUSOU SHINKI CHARACTER SONG and SPECIAL RADIO RONDO
- [2010.12.22] Tamayura Original Soundtrack
- [2011.03.09] Macross F ~Sayonara no Tsubasa~ netabare album the end of “triangle”
- [2011.08.24] Ikoku Meiro no Croisee The Animation Original Soundtrack
- [2011.10.05] Sacred Seven Original Soundtrack
- [2011.11.30] TV Animation Tamayura: Hitotose Original Soundtrack
- [2011.12.28] "Tamayura: Hitotose" Vocal Album, nano de.
- [2012.03.28] Quebra Cabeca Phi Brain Original Soundtrack
- [2012.03.28] Rinne no Lagrange Original Soundtrack
- [2012.09.26] Rinne no Lagrange Season 2 Original Soundtrack
- [2012.12.19] We Laugh We Dance We Cry
- [2012.12.26] Busou Shinki Scenes from BUSOUSHINKI
- [2017.10.06] Opening: Saturday Night Question

### Drama CD
- [2009.04.08] Macross F Drama CD: Hime Dora Dora1 (VTCL-60102)
- [2009.05.06] Macross F Drama CD: Hime Dora Dora2 (VTCL-60103)
- [2009.05.03] Macross F Drama CD: Hime Dora Dora3 (VTCL-60104)
- [2009.07.08] Macross F Drama CD: Hime Dora Dora4 (VTCL-60105)
- [2010.03.10] TV Anime "Kampfer" Drama CD (LACA-5995)
- [2011.03.30] Tamayuradio Drama plus (VTCL-60244)
  - #11 Naisho no Hanashi （Short Ver.） (ナイショのはなし（Short Ver.）?)
- [2011.09.07] Drama Character Album I Fragment of S7 Tandouji Alma x Aiba Ruri[7] (VTZL-34)
  - #03 Ginga Tetsudou (銀河鉄道?)

## Descargas Digitales
- (2008.11.08) Be MYSELF
- (2008.11.08) Pine (パイン?)
- (2008.11.08) Tenshi ni Naritai (天使になりたい?)
- (2009.07.01) Tenshi ni Naritai Live ver. (天使になりたい?)
- (2009.07.01) Shining on Live ver.
- (2009.07.08) Raspberry Kiss
- (2012.03.14) Pharaoh★Love (ファラオ★ラブ?)

## DVD & Blu-ray
- [2009.07.15] Nakajima Megumi Spring Festival 2009 ~Mamegu Wasshoi! Haru Matsuri in Akasaka Blitz~ (中島愛 スプリングイベント2009～まめぐだワッショイ! 春祭in赤坂ブリッツ～?)
- [2009.10.30 (DVD);2009.11.27 (Blu-ray)] Macross Frontier Galaxy Tour FINAL in Budokan (マクロスF(フロンティア)ギャラクシーツアーFINAL in ブドーカン?) con Yoko Kanno y May'n
- [2010.12.15] Macross Frontier MUSIC CLIP Shuu Nyan Cli (マクロスF　MUSIC CLIP 集「娘クリ」; Nyan Clip?) (Ranka Lee & Sheryl Nome)
- [2011.11.23] Macross Frontier Chojiku Super Live cosmic nyaan (Cosmic Musume) (マクロスF 超時空スーパーライブ cosmic nyaan (コズミック娘)?) con Megumi Nakajima = Ranka Lee, Sheryl Nome starring May'n, Yuichi Nakamura, Aya Endo, Megumi Toyoguchi, Yoko Kanno, entre otros.